# Тегенцев, Владимир Петрович
Владимир Петрович Тегенцев (1922—1987) — советский офицер-танкист, Герой Советского Союза (1945).
В ходе Висло-Одерской операции Великой Отечественной войны командир танка 1-й гвардейской танковой бригады гвардии младший лейтенант В. П. Тегенцев проявил мужество и героизм при форсировании реки Пилица и удержании плацдарма на её западном берегу у города Нове-Място. 16 января 1945 года в числе передового отряда совместно с экипажами гвардии младшего лейтенанта А. Ф. Бодрова и гвардии лейтенанта И. П. Гапона первыми ворвались в Нове-Място-над-Пилицей, где около 8-ми часов в окружении вели уличные бои с превосходящими силами противника.

## Биография
Родился 19 сентября 1922 года в селе Беляковское (ныне — Талицкий городской округ Свердловской области) в семье крестьянина. Русский. Окончил семилетнюю школу. Работал десятником на Мохиревском лесоучастке Талицкого леспромхоза.
В Красной Армии с мая 1941 года. Направлен на срочную службу в Воздушно-десантные войска. С началом Великой Отечественной войны воевал на Западном фронте, участвовал в обороне Москвы. В мае 1942 года был направлен на Южный фронт, в августе 1942 года получил первое ранение в бою под станицей Клецкой. После лечения, в сентябре 1942 года, направлен на Сталинградский фронт. В ноябре 1942 года он получил второе ранение.
После госпиталя в марте 1943 года был направлен в 2-е Горьковское танковое училище в Ветлугу, которое окончил в 1944 году. Воевал командиром танка, позднее — командиром танкового взвода 1-й гвардейской танковой Чертковской ордена Ленина Краснознаменной ордена Суворова и Богдана Хмельницкого бригада 1-й гвардейской танковой армии. Участвовал в освобождения Белоруссии и Польши.
В 1945 году в составе 1-й гвардейской танковой бригады командир танка гвардии младший лейтенант В. П. Тегенцев участвовал в Висло-Одерской операции. Войдя в прорыв с Магнушевского плацдарма, 15 января 1945 года части бригады прошли за два дня более 200 км, освободив ряд населённых пунктов Польши.

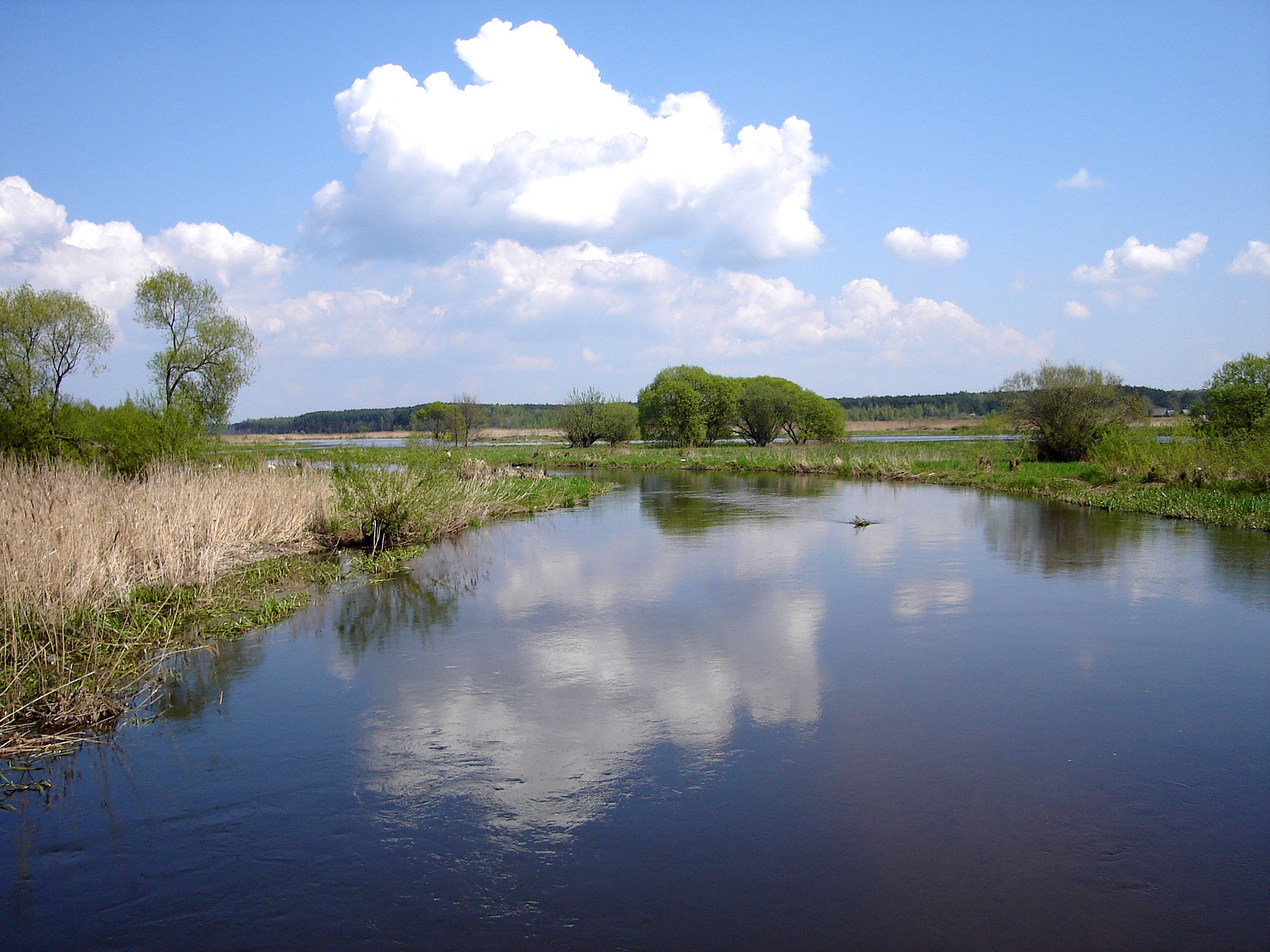
Река Пилица

16 января рота танков гвардии старшего лейтенанта И. В. Головина, в составе которой был танк В. П. Тегенцева, первой форсировала реку Пилица в районе польского города Нове-Място, не дав противнику использовать подготовленные оборонительные сооружения на западном берегу реки.
На улицах города Нове-Място завязался восьмичасовой бой с тремя передовыми танками бригады, который начал складываться не в пользу последних. Немецкие солдаты подожгли танки Алексея Бодрова и Ивана Гапона. После чего Тегенцев принял решение прорываться к своим. Танк стремительно вырвался на автостраду, по которой двигалась немецкая автоколонна. Танк устремился им на встречу, сбивая грузовики в кювет. Повстречавшись на полном ходу с бензоцистерной, танк загорелся. Охваченные огнём, через передние люки вылезли механик-водитель Терещенко и радист Румянцев, через башенный люк покинули машину заряжающий Воронин, командир орудия Зверев и командир танка Тегенцев. К горящему танку уже бежали немецкие солдаты. «Живым не возьмут», сказал Владимир и достал пистолет. В ходе начавшейся перестрелки его ранило в плечо, затем рядом разорвалась граната. Осколки пробили лёгкое, перебили ноги. Когда Тегенцев очнулся, в город входили советские войска. В живых из всего экипажа остался только он. Был доставлен в госпиталь, где продолжил борьбу за свою жизнь.
Указом Президиума Верховного Совета СССР от 27 февраля 1945 года за отвагу и мужество, проявленные при форсировании реки Пилицы гвардии младшему лейтенанту Тегенцеву Владимиру Петровичу присвоено звание Героя Советского Союза с вручением ордена Ленина и медали «Золотая Звезда» (№ 7284).
Дойти до Берлина помешало тяжёлое ранение. После войны с октября 1945 по ноябрь 1946 года учился в Ленинградской высшей офицерской бронетанковой школе. До марта 1947 года служил в Уральском военном округе командиром учебного танкового взвода, в мае 1947 лейтенант Тегенцев был уволен по болезни.
В 1947—1956 годах работал начальником Талицкого ОРСа, а затем начальником ОРСа Нейво-Рудянского леспромхоза в Свердловской области. Член КПСС с 1949 года.
С февраля 1956 года В. П. Тегенцев жил в Новоуральске, работал на Уральском автомоторном заводе. С сентября 1962 года — заместитель начальника цеха № 38 Уральского электрохимического комбината Министерства среднего машиностроения СССР, одного из крупнейших предприятия советской атомной отрасли. Также активно занимался общественной работой, избирался депутатом Новоуральского городского Совета депутатов трудящихся, был членом городского Комитета ветеранов войны.
Умер 22 марта 1987 года после продолжительной болезни. Похоронен на городском кладбище Новоуральска.

## Награды и звания
- Герой Советского Союза (27 февраля 1945);
- орден Ленина (27 февраля 1945);
- орден Отечественной войны I степени;
- медали, в том числе[1]:
  - медаль «За доблестный труд. В ознаменование 100-летия со дня рождения Владимира Ильича Ленина»;
  - медаль «Ветеран труда».

Почётный гражданин городов Новоуральск (1982), Нове-Място (Польша). В 1995 году в городе Новоуральск в честь него названа улица. Имя героя занесено в «Книгу почёта» Уральского электрохимического комбината.